# Máximo V de Constantinopla
Máximo V foi Patriarca Ecumênico de Constantinopla de 1946 a 1948. Nomeado Patriarca de Constantinopla aos 20 de janeiro de 1946, renunciou ao cargo por motivos de saúde, em 18 de outubro de 1948, de acordo com a versão oficial. Há uma versão extra-oficial que afirma que ele foi obrigado a renunciar por suas idéias esquerdistas, que o levaram a se aproximar com o patriarca de Moscou, totalmente controlado pelo Kremlin.